# Masakra nad Washita River
Niektóre z zamieszczonych tu informacji wymagają weryfikacji.
Dokładniejsze informacje o tym, co należy poprawić, być może znajdują się w dyskusji tego artykułu.
 Po wyeliminowaniu niedoskonałości należy usunąć szablon {{Dopracować}} z tego artykułu.
Masakra nad Washita River – atak przeprowadzony 27 listopada 1868 przez 7 pułk kawalerii USA ppłk Custera na wioskę pokojowo nastrojonych Indian w dzisiejszej Oklahomie. W jego wyniku zginęło około 100 Indian z plemienia Szejenów wraz z wodzami Black Kettle i Little Rock.
Odpowiedzialność za masakrę ponoszą generał Philip Sheridan oraz podpułkownik George Armstrong Custer, ten drugi to oficer poległy później dowodząc w bitwie nad Little Bighorn.
Miejscem stacjonowania Indian było zakole rzeki Washita dopływu Red River w dzisiejszej Oklahomie. Gdy zapowiedziane przez rząd USA dostawy żywności przestały docierać do rezerwatu Szejenów, ci – aby uniknąć głodu – wyruszyli na łowy na swoje odwieczne tereny w rejonie Smokey Hills. Sytuacja ta nie umknęła uwadze generała Sheridana, który – chcąc ukarać Indian za samowolę – wydał Custerowi rozkaz pogoni.
Siedem kompanii 7. pułku wyruszyło rano 23 listopada w gęstniejącej śnieżycy z obozu zaopatrzeniowego nad rzeką Canadian River. Posuwali się w głębokim śniegu na południe. 26 listopada Custer wysłał mjr. Elliota na czele trzech kompanii na wschód i wkrótce odebrał meldunek o śladach znacznej grupy Indian. Znalezienie zbiegów było już tylko kwestią czasu.
Nocą 27 listopada w gęstej mgle wojska USA podeszły pod wioskę. O świcie na sygnał Custera odtrąbiono sygnał do ataku i kompanie ruszyły przez płytką rzekę. Elliot dość daleko na wschód, Custer wprost na wioskę, a Myers i Thompson z zadaniem oskrzydlenia od zachodu i południa. W rezultacie kompanie Custera zdobyły wioskę samodzielnie, bowiem Elliot – w pościgu za jakąś grupą wojowników – zapędził się daleko na wschód, a Myers i Thompson spóźnili się.
Atak zaskoczył śpiących Indian. Wybiegali półnadzy ze swych tipi i padali od ognia „sześciostrzałowców” lub rozjeżdżani przez galopujące wierzchowce. Wódz Black Kettle wskoczył wraz ze swą żoną na jednego konia i zaczęli uciekać ku rzece, ale tam padli oboje martwi. W nierównej walce poległo 103 wojowników, a ponad 50 kobiet z dziećmi dostało się do niewoli. Broniący się wojownicy zadawali jednak straty napastnikom: czterech żołnierzy zginęło, a ponad tuzin odniosło ciężkie rany.
Żołnierze Custera postanowili zabrać Indianom wszystkie konie. Zajął się tym por. Edward S. Godfrey, którego ludzie chwytali i pętali rozbiegane mustangi. Podczas tej akcji oddalili się nieco od wioski i tam – z większego pagórka – dostrzegli wielką wioskę indiańską i wojowników galopujących w różnych kierunkach. słyszeli też przed sobą liczne strzały. Zawrócili więc i Godfrey zameldował Custerowi, że Elliot jest przypuszczalnie w niebezpieczeństwie. Custer zbagatelizował meldunek, ale wkrótce na okolicznych wzgórzach zaczęło pojawiać się coraz więcej i więcej Indian.
W tym samym czasie oddział Elliota, który rzeczywiście posunął się za daleko, został zaatakowany przez przybyłych z pomocą Szejenom wojowników z plemienia Arapaho i całkowicie zniszczony. Custer, nie udzielając pomocy Elliotowi, nakazał swoim ludziom zrównanie wioski z ziemią i zabicie wszystkich zwierząt (konie mordowano strzałami w głowę lub podrzynając im gardła, czemu towarzyszyły krzyki rozpaczy ze strony Indian, którzy nie odważyli się zaatakować, gdyż pojawiły się spóźnione kompanie Myersa i Thompsona.
Nocą Custer wycofał się z pola walki, nie wiedząc co się stało z ludźmi Elliota, a mimo to został przez generała Sheridana powitany owacyjnie.
Sprawcy masakry nad Washita River, podobnie jak kilka lat po wcześniejszej masakrze nad Sand Creek, nie zostali osądzeni.